# Laura (película)
Laura es una película estadounidense de 1944 dirigida por Otto Preminger basada en la novela homónima de la escritora Vera Caspary. La película cuenta con la actuación de Gene Tierney, Dana Andrews y Clifton Webb junto con Vincent Price y Judith Anderson.
La película fue candidata a cinco premios Óscar, y ganó el de mejor fotografía en blanco y negro.
Forma parte del AFI's 10 Top 10 en la categoría de "Películas de misterio". En 1999, la película fue considerada «cultural, histórica y estéticamente significativa» por la Biblioteca del Congreso de Estados Unidos y seleccionada para su preservación en el National Film Registry.

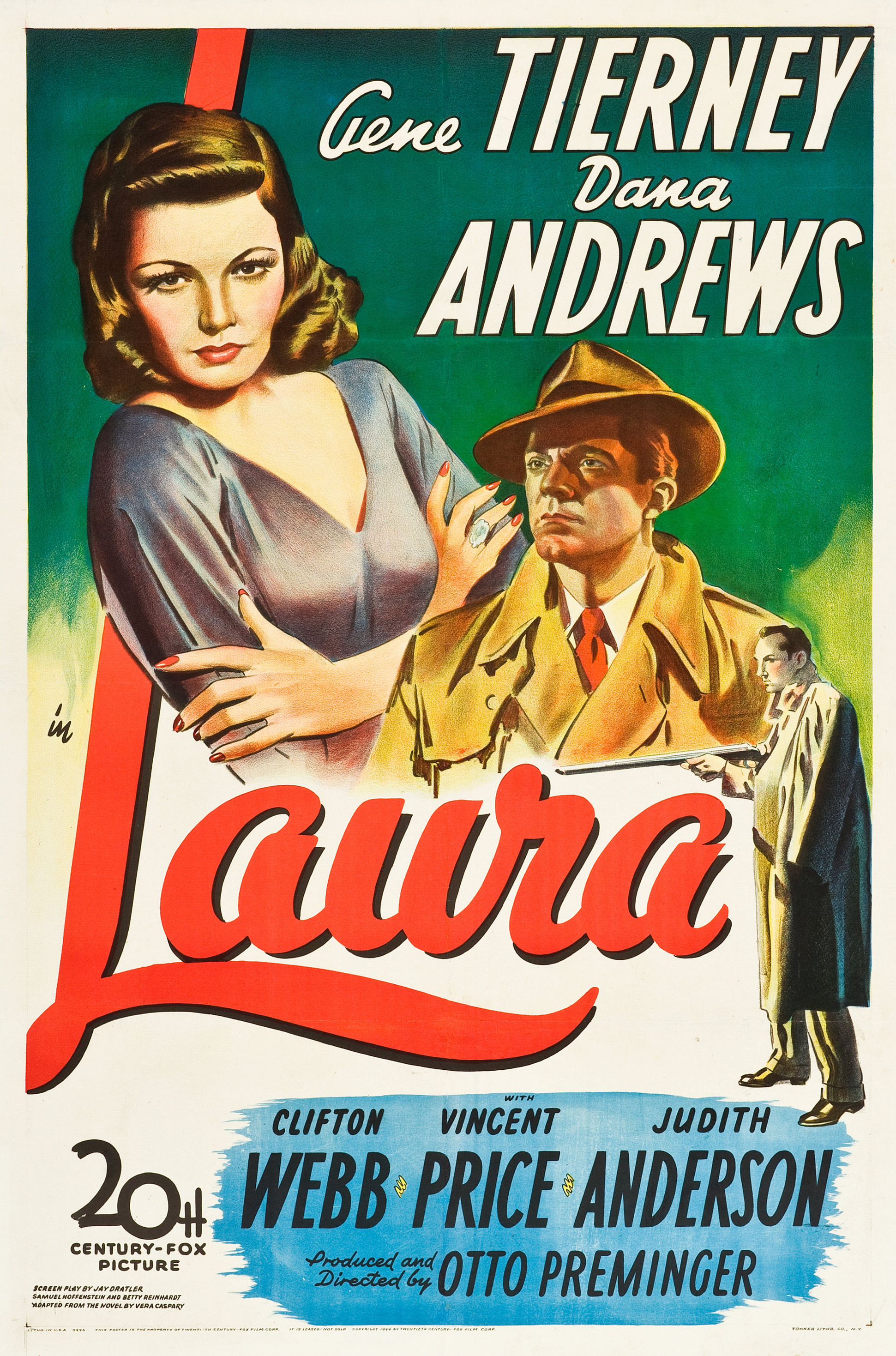
Cartel de la película

## Sinopsis
El detective neoyorquino Mark McPherson (Dana Andrews) investiga el asesinato de Laura Hunt (Gene Tierney), una bella y exitosa ejecutiva de publicidad asesinada por un disparo de escopeta en la cara, justo en la entrada de su apartamento. Interroga a Waldo Lydecker (Clifton Webb), mordaz columnista y amigo íntimo, al novio Shelby Carpenter (Vincent Price), amante interesado de Ann Treadwell (Judith Anderson), la adinerada tía de Laura, y a Bessie Clary (Dorothy Adams), su asistenta. A través del testimonio de sus amigos y la lectura de sus cartas y su diario, McPherson comienza a obsesionarse con Laura.

## Trama
El detective Mark McPherson del Departamento de Policía de la Ciudad de Nueva York está investigando el asesinato de una joven, bella y exitosa ejecutiva de publicidad, Laura Hunt, asesinada por un disparo de escopeta en la cara justo en la puerta de su apartamento. Primero entrevista al carismático columnista de periódico Waldo Lydecker, un hombre mayor, imperioso y decadente que relata cómo conoció a Laura y se convirtió en su mentor. Ella se había convertido en su amiga platónica y compañera constante y, deseando más, Lydecker utilizó su considerable fama, influencia y conexiones para hacer avanzar la carrera de Laura. 
McPherson también cuestiona al prometido playboy parásito de Laura, Shelby Carpenter, un "hombre mantenido" atado a su rica tía de la alta sociedad, Ann Treadwell. Treadwell tolera el encaprichamiento de Shelby con Hunt, aparentemente por su aceptación práctica de la necesidad de Carpenter de recibir el afecto de una mujer más cercana a su edad. Bessie Clary, la leal y angustiada ama de llaves de Laura, también es interrogada por McPherson. A través del testimonio de los amigos de Laura, la lectura de sus cartas y su diario, y un retrato en pintura al óleo que muestra su belleza, McPherson se obsesiona con ella, tanto que Lydecker finalmente lo acusa de haberse enamorado de la mujer muerta. También se entera McPherson de que Lydecker estaba celoso de los pretendientes de Laura, y que usaba su columna de periódico y su influencia para mantenerlos a raya.
Una noche, el detective se queda dormido en el apartamento de Laura frente a su retrato. Lo despierta una mujer que entra con su propia llave y se sorprende al descubrir que es Laura. Ella encuentra un vestido en su armario que pertenecía a una de sus modelos, Diane Redfern. McPherson concluye que el cuerpo que se supone que era el de Laura era el de Redfern, atraído allí por Carpenter para una relación mientras Laura estaba en el campo. Con Laura aún con vida, desenmascarar al asesino se vuelve aún más urgente.
En una fiesta que celebra el regreso de Laura, McPherson arresta a Laura por el asesinato de Redfern. Tras interrogarla, McPherson se convence de que es inocente y de que no ama a Carpenter. Registra el apartamento de Lydecker, donde sospecha de un reloj idéntico al del apartamento de Laura. Al examinarlo más de cerca, descubre que tiene un compartimento secreto. McPherson regresa al apartamento de Laura. Lydecker está allí y nota un vínculo creciente entre Laura y el detective. Lydecker insulta a McPherson y Laura lo despide, pero se detiene en la escalera de afuera. McPherson examina el reloj de Laura y encuentra la escopeta que mató a Diane, pero la deja allí. Laura se enfrenta a la verdad de que Lydecker es el asesino.
McPherson y Laura se besan, y luego él la encierra en su apartamento, advirtiéndole que no deje entrar a nadie. Después de irse, Lydecker, que se había colado por la entrada de la cocina, recupera la escopeta e intenta matar a Laura, diciendo que si él no puede tenerla, nadie podrá. Ella desvía el disparo y huye justo cuando McPherson llega. El sargento de McPherson mata a Lydecker. Mientras muere, Lydecker susurra: "Adiós, Laura. Adiós, mi amor".

## Reparto
- Gene Tierney como Laura Hunt
- Dana Andrews como Mark McPherson
- Clifton Webb como Waldo Lydecker
- Vincent Price como Shelby Carpenter
- Judith Anderson como Ann Treadwell
- Dorothy Adams como Bessie Clary, criada de Laura (sin créditos)
- Ralph Dunn como Fred Callahan (sin créditos)
- Clyde Fillmore como Dueño de la Agencia de Publicidad Bullitt & Co. (sin créditos)
- William Forrest como Cliente Importante (sin créditos)
- James Flavin como Detective McEveety (sin créditos)
- Kathleen Howard como Louise, cocinera de Ann (sin créditos)
- Larry Steers como Hombre que cena con Laura (sin créditos)
- Cara Williams como Secretaria en la oficina de Laura (sin créditos)
- Eric Wilton como Cliente del Restaurante (sin créditos)

|}

## Óscar 1944
| Categoría                                     | Persona                                          | Resultado |
| --------------------------------------------- | ------------------------------------------------ | --------- |
| Óscar al mejor director                       | Otto Preminger                                   | Candidato |
| Óscar al mejor actor de reparto               | Clifton Webb                                     | Candidato |
| Óscar al mejor guion adaptado                 | Jay Dratler, Samuel Hoffenstein, Betty Reinhardt | Candidato |
| Óscar a la mejor fotografía en blanco y negro | Joseph LaShelle                                  | Ganador   |
| Óscar a la mejor decoración en blanco y negro | Lyle Wheeler, Leland Fuller                      | Candidato |